# Milan Martić
Milan Martić (Tenin, 18 novembre 1954) è un ex politico e poliziotto serbo, originario della Croazia.
Poliziotto allo scoppio della Guerra in Croazia, durante il conflitto ricoprì diverse cariche all'interno della Repubblica Serba di Krajina.
Accusato di essere uno dei maggiori responsabili delle violenze inter-etniche compiute durante la guerra, è stato processato e condannato a 35 anni di carcere dal Tribunale penale internazionale per l'ex-Jugoslavia.

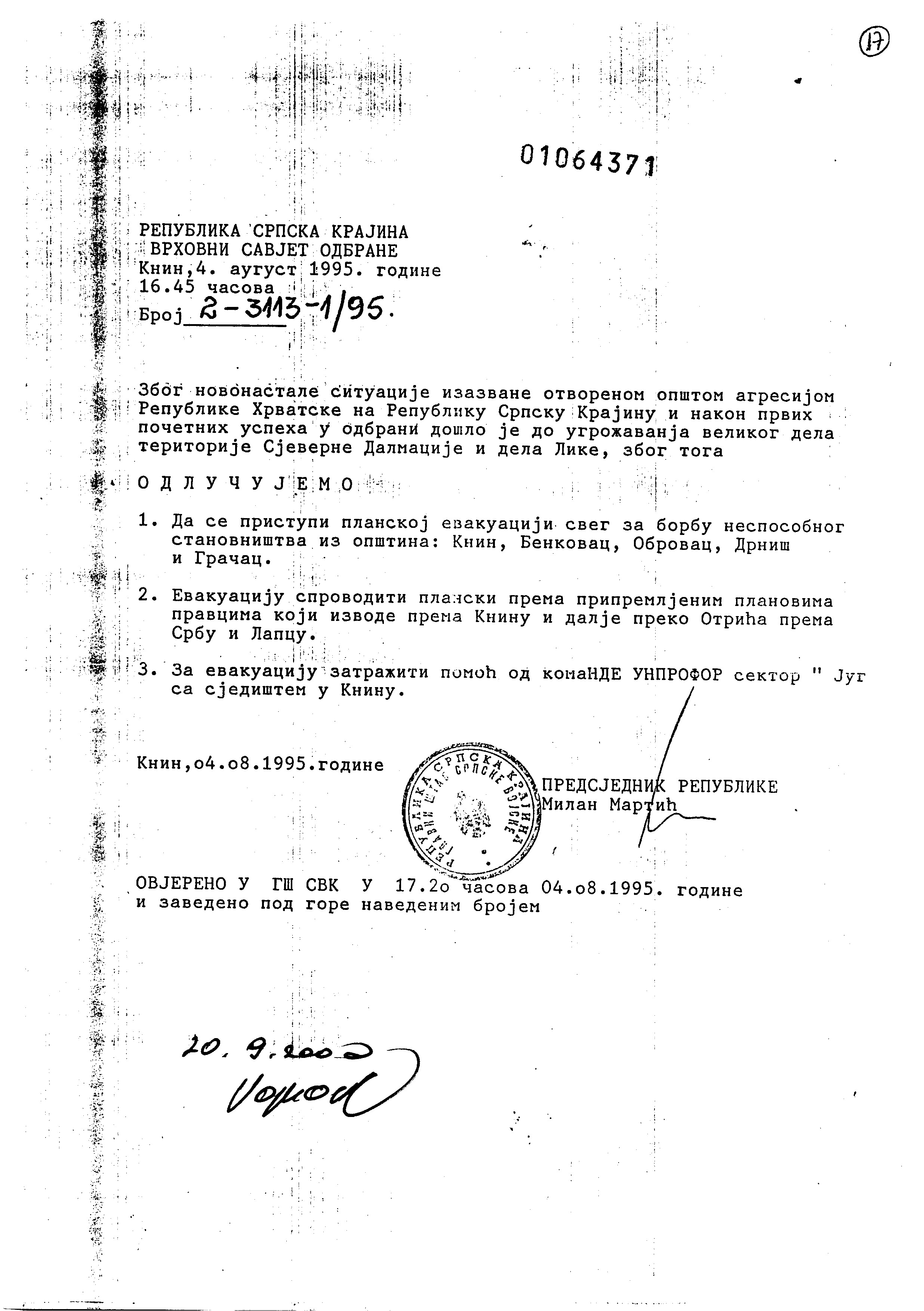

## Biografia
Milan Martić nacque il 18 novembre 1954 nella città di Tenin. Frequentò l'accademia della polizia e lavorò come ispettore per il ministero degli interni fino al 1990.
Al momento dello scoppio della guerra era il capo delle forze di polizia di Tenin; nel 1990 divenne leader dei serbi del posto organizzando una milizia detta Martić's Police.
Dal 4 gennaio 1991 fino al 1995 ebbe diverse posizioni all'interno dei Distretti Autonomi Serbi (SAO) e nella Repubblica Serba di Krajina tra cui: Ministro degli Interni, Ministro della Difesa, Comandante della Difesa Territoriale e Presidente.
Martić fu sostenuto da Slobodan Milošević durante l'elezione presidenziale nella Repubblica Serba di Krajina, fu eletto presidente nel 1994 e rimase al potere fino all'Operazione Tempesta guidata da Ante Gotovina.

## Processo
Il 25 luglio 1995 Milan Martić venne accusato di aver compiuto crimini di guerra e crimini contro l'umanità.
Si consegnò al Tribunale penale internazionale per l'ex-Jugoslavia il 5 maggio del 2002, dopo sette anni di latitanza e venne estradato lo stesso giorno.
Il suo processo cominciò il 13 dicembre del 2005.

### Accuse
Il tribunale lo accusò di aver aiutato ad organizzare campagne di pulizia etnica contro i croati e i non serbi nella Repubblica Serba di Krajina e di aver dato l'ordine di distruggere città, villaggi, di aver deportato cittadini non serbi, di aver ordinato il massacro di croati e di essere responsabile dell'Attacco su Zagabria (un bombardamento missilistico in cui morirono 7 persone e altre 200 vennero ferite), di aver addestrato le forze di polizia della Krajina. L'accusa lo riteneva parte di una impresa criminale che in collaborazione con Slobodan Milošević aveva come obiettivo creare uno stato abitato soltanto da serbi.
I capi d'imputazione per l'accusa erano:
Come crimini contro l'umanità:
- Persecuzioni su base politica, razziale e religiosa
- Sterminio
- Omicidio
- Imprigionamento
- Tortura
- Azioni inumane
- Deportazione
- Trasferimento forzato

Come crimini di guerra:
- Omicidio
- Tortura
- Trattamento crudele
- Distruzione immotivata
- Distruzione dedicati al culto e alla educazione
- Saccheggio
- Attacco su civili

Il 12 giugno 2007 venne riconosciuto colpevole e condannato a 35 anni di reclusione, tra i reati c'era anche l'Attacco su Zagabria, di cui Martic si dichiarò responsabile in un'intervista radiofonica del 1995.
Ricorse in appello e l'8 ottobre 2008 la sua condanna fu confermata a 35 anni di prigionia da scontarsi nel carcere di Tartu, in Estonia.
A differenza di altri imputati serbi la condanna produsse poche reazioni da parte della stampa serba. Il Partito Radicale Serbo si dimostrò molto contrario alla condanna mentre il presidente croato Stjepan Mesić e i rappresentanti dei serbi in Croazia accolsero la notizia con favore.